# 모나코 포에버
모나코 포에버(Monaco Forever)는 미국에서 제작된 윌리엄 A. 레비 감독의 1984년 영화이다. 장 끌로드 반담 등이 주연으로 출연하였고 윌리엄 A. 레비 등이 제작에 참여하였다.

## 출연

### 주연
- 장 끌로드 반담
- 찰스 피트